# Schulgesetz des Landes Sachsen-Anhalt
Das Schulgesetz des Landes Sachsen-Anhalt (SchulG LSA) regelt die rechtlichen Grundlagen des Schulwesens in Sachsen-Anhalt.

## Gesetzesstruktur
Das Gesetz ist wie folgt strukturiert:
- Erster Teil: Allgemeine Vorschriften (§ 1 – § 23)
  - Erster Abschnitt: Erziehungs- und Bildungsauftrag, Geltungsbereich (§ 1 – § 2)
  - Zweiter Abschnitt: Gliederung des Schulwesens (§ 3 – § 13)
  - Dritter Abschnitt: Schulen in freier Trägerschaft (§ 14 – § 18g)
  - Vierter Abschnitt: Religionsunterricht, Ethikunterricht (§ 19 – § 21)
  - Fünfter Abschnitt: Schulentwicklungsplanung, Schuljahr und Ferien (§ 22 – § 23)
- Zweiter Teil: Schulverfassung (§ 24 – § 29)
- Dritter Teil: Lehrerinnen und Lehrer und weitere Mitarbeiterinnen und Mitarbeiter (§ 30 – § 32)
- Vierter Teil: Schülerinnen und Schüler (§ 33 – § 35)
- Fünfter Teil: Schulpflicht (§ 36 – § 44a)
- Sechster Teil: Schülervertretung (§ 45 – § 54)
  - Erster Abschnitt: Schülervertretung in der Schule (§ 45 – § 49)
  - Zweiter Abschnitt: Schülervertretung in Gemeinden und Landkreisen (§ 50 – § 54)
- Siebter Teil: Elternvertretung (§ 55 – § 63)
  - Erster Abschnitt: Elternvertretung in der Schule (§ 55 – § 59)
  - Zweiter Abschnitt: Elternvertretung in Gemeinden und Landkreisen (§ 60 – § 62)
  - Dritter Abschnitt: Finanzierung der Elternvertretungen (§ 63)
- Achter Teil: Schulträgerschaft (§ 64 – § 68)
- Neunter Teil: Aufbringung der Kosten (§ 69 – § 74a)
- Zehnter Teil: Vertretungen bei der obersten Schulbehörde und Landesschulbeirat (§ 75 – § 81)
  - Erster Abschnitt: Zusammensetzungen und Aufgaben (§ 75 – § 78)
  - Zweiter Abschnitt: Verfahrensvorschriften (§ 79 – § 81)
- Elfter Teil: Staatliche Schulbehörden (§ 82 – § 83)
- Zwölfter Teil: Übergangs- und Schlussvorschriften

## Verfassungsrechtliche Vorgaben
Das Grundgesetz für die Bundesrepublik Deutschland trifft in Artikel 7 folgende Festlegungen:
„(1) Das gesamte Schulwesen steht unter der Aufsicht des Staates.
(2) Die Erziehungsberechtigten haben das Recht, über die Teilnahme des Kindes am Religionsunterricht zu bestimmen.
(3) Der Religionsunterricht ist in den öffentlichen Schulen mit Ausnahme der bekenntnisfreien Schulen ordentliches Lehrfach. Unbeschadet des staatlichen Aufsichtsrechtes wird der Religionsunterricht in Übereinstimmung mit den Grundsätzen der Religionsgemeinschaften erteilt. Kein Lehrer darf gegen seinen Willen verpflichtet werden, Religionsunterricht zu erteilen.
(4) Das Recht zur Errichtung von privaten Schulen wird gewährleistet. Private Schulen als Ersatz für öffentliche Schulen bedürfen der Genehmigung des Staates und unterstehen den Landesgesetzen. Die Genehmigung ist zu erteilen, wenn die privaten Schulen in ihren Lehrzielen und Einrichtungen sowie in der wissenschaftlichen Ausbildung ihrer Lehrkräfte nicht hinter den öffentlichen Schulen zurückstehen und eine Sonderung der Schüler nach den Besitzverhältnissen der Eltern nicht gefördert wird. Die Genehmigung ist zu versagen, wenn die wirtschaftliche und rechtliche Stellung der Lehrkräfte nicht genügend gesichert ist.
(5) Eine private Volksschule ist nur zuzulassen, wenn die Unterrichtsverwaltung ein besonderes pädagogisches Interesse anerkennt oder, auf Antrag von Erziehungsberechtigten, wenn sie als Gemeinschaftsschule, als Bekenntnis- oder Weltanschauungsschule errichtet werden soll und eine öffentliche Volksschule dieser Art in der Gemeinde nicht besteht.
(6) Vorschulen bleiben aufgehoben.“
Auch die Verfassung Sachsen-Anhalts legt in den Artikeln 25 bis 29 Grundsätze des Schulwesens fest. Demnach besteht Schulpflicht, jeder Mensch hat außerdem ein Recht auf Bildung. Hierzu wird ein konkreter Gesetzgebungsauftrag formuliert. Die öffentliche Gewalt ist verpflichtet, ausreichend Schulen vorzuhalten, sie darf Schulgeld nicht erheben. „Das Recht zur Errichtung von Schulen in freier Trägerschaft wird gewährleistet.“ Das Land wacht über das gesamte Schulwesen, Schüler, Eltern und Lehrer haben ein Recht auf Mitwirkung.

## Wesentliche Gesetzesinhalte

### Auftrag der Schule
Die Schule hat einen allgemeinen Bildungs- und Erziehungsauftrag, welcher sich durch das Grundgesetz und die Verfassung des Landes bestimmt. Hierbei gelten, ergänzend zu den Diskriminierungsverboten des Grundgesetzes, zahlreiche spezielle Diskriminierungsverbote. So ist beispielsweise eine Ungleichbehandlung aufgrund von Geschlecht, Herkunft, Behinderung, sexueller Identität oder sozialer Lage unzulässig. Die Schüler sollen hierbei zur Achtung der Menschenwürde, Anerkennung ethischer Werte, der Toleranz gegenüber anderen Religionen und zur Wahrung des Friedens erzogen werden. Sie sollen Verantwortung im Sinne der freiheitlich-demokratischen Grundordnung übernehmen und Fähigkeiten sowie Kenntnisse vermittelt bekommen, um eigenverantwortliches Handeln und Leistungsbereitschaft zu fördern. Ferner werden sie in Medienkompetenz gelehrt und sollen Informationen individuell in einer von „neuen Medien und Kommunikationstechniken geprägten Informationsgesellschaft“ beurteilen können. Die Verantwortung für ihre Umwelt soll ihnen verdeutlicht werden.

### Stellung der Schule
Schulen sind grundsätzlich selbstständig und handeln in eigener Verantwortung. Sie müssen sich ein Schulprogramm geben, welches festlegt, wie sie ihren Auftrag erfüllen möchten.

### Mitwirkung
Es werden Gremien der Eltern, Lehrer und Schüler sowie gemeinsame und überregionale Gremien gebildet.

### Schulpflicht
Es besteht allgemeine Schulpflicht, welche zwölf Jahre nach ihrem Beginn endet. Hierbei müssen im Rahmen der Vollzeitschulpflicht zunächst neun Jahre lang eine Grundschule und die Sekundarstufe I besucht werden. Im Anschluss können dann entweder eine Berufsschule oder eine weiterführende Schule besucht werden. Der Verstoß gegen die Schulpflicht wird als Ordnungswidrigkeit geahndet. Sie kann mit Zwang durchgesetzt werden.

### Kosten
Die Personalkosten werden vom Land getragen, die Sachkosten vom Schulträger.

## Geschichte
Das Land Sachsen-Anhalt wurde am 10. Januar 1947 erstmals als Gliedstaat der DDR gegründet. Die Artikel 85 bis 88 der Verfassung trafen wesentliche Regelungen zum Schulwesen. Schon damals gab es ein Recht auf Bildung, ein demokratisches Schulsystem und eine Schulpflicht. Die allgemeine Schulpflicht wurde hierbei durch den Besuch der Grundschule erfüllt, eine Weiterbildung an einer weiterführenden Schule war verpflichtend, diese Pflicht endete mit Vollendung des 18. Lebensjahres. Auch hier wurde kein Schulgeld erhoben.
Mit der Verwaltungsrechtsreform 1952 wurde das Land in Bezirke aufgelöst. Es galt daher allein das Schulrecht der DDR, weil die zugrundeliegende Landesverfassung wegfiel.
1990 wurde das Land Sachsen-Anhalt im Zuge der Wiedervereinigung neu gegründet. Am 16. Juli 1992 verabschiedet der Landtag die dritte demokratische Verfassung Ostdeutschlands. Schon am 11. Juli 1991 und somit noch vor der Verfassung wurde das Schulreformgesetz als Vorschaltgesetz verabschiedet. Dieses trug dem Gesetzgeber die Reform des Schulrechts auf. Am 30. Juni 1993 wurde es als Schulgesetz für das Land Sachsen-Anhalt neugefasst. Die letzte Neufassung stammt vom 9. August 2018, die letzte Änderung vom 16. Januar 2020. Diese gilt rückwirkend ab Neujahr 2020.